# 安德里伊夫卡 (舍佩蒂夫卡区)
50°6′15″N 27°20′19″E / 50.10417°N 27.33861°E
安德里伊夫卡（烏克蘭語：Андріївка），2024年9月前名为切爾沃内（烏克蘭語：Червоне），是烏克蘭的村落，位於該國西部赫梅利尼茨基州，由舍佩蒂夫卡區波隆内市镇負責管轄，始建於1620年，面積1.24平方公里，海拔高度264米，2001年人口285，人口密度每平方公里230.4人。
2024年9月19日，乌克兰最高拉达将此村的名字改为安德里伊夫卡。